# Dicolor
Grusza 'Dicolor' – odmiana uprawna (kultywar) gruszy należąca do grupy grusz zachodnich. Późnojesienna odmiana wyselekcjonowana w Czechach w 1987 roku przez J. Boumę. Krzyżówka odmian 'Pstrągówka' i 'Red Bonkreta Williamsa'. W Polsce do Rejestru Odmian prowadzonego przez Centralny Ośrodek Badania Odmian Roślin Uprawnych wpisana w 2005 roku.

## Morfologia
PokrójDrzewo rośnie silnie, po wejściu w okres owocowania wzrost słabnie. Tworzy koronę luźną, konary odchodzą od przewodnika pod szerokim kątem. Ze względu na wytwarzanie dużej ilości pionowych pędów jednorocznych, powodujących zagęszczanie się korony, wymaga cięcia letniego.
OwoceŚrednie lub małe, kształtu stożkowatego, regularne, zwężające się przy szypułce. Skórka jest słomkowożółta, gładka pokryta karminowoczerwonym, rozmytym rumieńcem który zajmuje od 50% do 75% powierzchni. Szypułka średniej długości i grubości, osadzona lekko z boku. Kielich mały, zamknięty osadzony w płytkim zagłębieniu. Zagłębienia szypułkowego brak. Miąższ białokremowy, drobno ziarnisty, masłowy, soczysty, słodki o korzennym aromacie.

## Zastosowanie
Jesienna odmiana deserowa. Polecana zarówno do uprawy towarowej jak i amatorskiej.

## Uprawa
Bardzo wcześnie wchodzi w okres owocowania (2-3 rok od posadzenia), owocuje bardzo obficie, regularnie. Kwitnie średnio wcześnie. Zalecane jest intensywne przerzedzanie zawiązków, co pozwala uzyskać większe owoce.

### Podkładka i stanowisko
Jako podkładki zaleca się typy pigwy, z którą zrasta się bardzo dobrze. Szczepiona na pigwie rodzi większe i lepszej jakości owoce. 

### Zdrowotność
Na mróz odporna, na parcha mało wrażliwa, na zarazę ogniową podatna. 

### Zbiór i przechowywanie
Zbiór owoców najczęściej przypada na przełom września i października. Do spożycia nadają się w listopadzie. W chłodni zwykłej można je przechować do lutego, w chłodni z kontrolowaną atmosferą nawet do końca kwietnia.